# Heinrich II. von Woldenberg

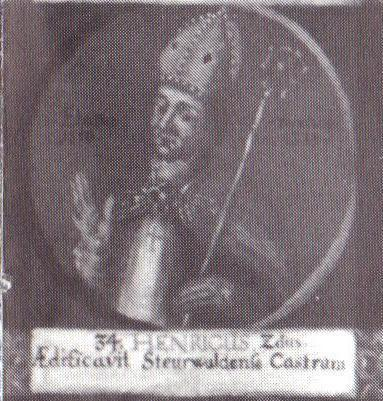
Heinrich II. als 34. Bischof von Hildesheim auf einem Gemälde mit Medaillondarstellungen aller Hildesheimer Bischöfe bis zum Ende des 18. Jahrhunderts; lateinische Inschrift: „Er baute die Burg Steuerwald.“

Heinrich II. von Woldenberg († 13. Juli 1318 in Avignon) war von 1310 bis 1318 Bischof von Hildesheim.
Heinrich stammte aus dem Haus Wohldenberg und war Domdechant, bevor er zum Bischof von Hildesheim gewählt wurde.
Er musste sich gegenüber den Bürgern der Stadt Hildesheim behaupten und ließ zu diesem Zweck die Burg Steuerwald errichten. Als Maßnahme gegen Raubritter im Hochstift Hildesheim zerstörte er die Burg Hohenbüchen. 1314 kaufte er Bockenem. Während seiner Amtszeit ließ er die Burg Hunnesrück restaurieren.
1318 reiste er nach Avignon und starb dort am Hof des Papstes Johannes XXII. Er wurde im Kloster St. Clara in Avignon begraben. Sein Neffe Otto II. von Woldenberg wurde vom Domkapitel einstimmig zum Nachfolger gewählt.